# Pentaria debarrosmachadoi
Pentaria debarrosmachadoi es una especie de coleóptero de la familia Scraptiidae.

## Distribución geográfica
Habita en Angola.